# La famiglia Proud: più forte e orgogliosa
La famiglia Proud: più forte e orgogliosa (The Proud Family: Louder and Prouder) è una serie televisiva animata statunitense creata da Bruce W. Smith e Ralph Farquhar per Disney+. È un revival di La famiglia Proud, trasmesso originariamente su Disney Channel dal 2001 al 2005.
La serie è stata resa disponibile a partire dal 23 febbraio 2022 su Disney+. Il 18 aprile successivo, è stata ufficialmente rinnovata per una seconda stagione che è stata resa disponibile dal 1 febbraio 2023. in italiano è disponibile dal 18 maggio 2022. La serie va in onda in chiaro a partire dal 2025 su Rai Gulp.
Nonostante i bassi indici di ascolto della seconda stagione, nel giugno 2023 viene rinnovata per la terza stagione. Nel giugno 2025, durante la produzione della terza stagione, viene annunciata anche la quarta stagione, in onda nel 2026.
La serie è stata recensita da pochissimi critici su Rotten Tomatoes e Metacritic, seppur positivamente, ma è stata fortemente criticata dal pubblico a causa di contenuti fortemente politicizzati e politicamente corretti o woke e per inappropriati contenuti di disinformazione e propaganda razzista e anti-America.

## Trama
La serie continua a raccontare le avventure e le disavventure della sedicenne Penny Proud e della sua famiglia che affronta la vita con senso dell'umorismo e grande cuore. Gli anni 2020 hanno portato un nuovo lavoro a mamma Trudy, ambizioni sempre più sfrenate a papà Oscar e nuove sfide a Penny, inclusa una vicina di casa molto sveglia e convinta di poterle insegnare molte cose, oltre a influencer che la bullizzano cercando di cancellarla dai social, per non parlare dei suoi ormoni da adolescente in subbuglio. Tornano gli amici di Penny, tra cui Dijonay, LaCienega, Zoey e Michael, ma non Sticky, che all'inizio della prima puntata saluta tutti, per poi trasferirsi in Giappone con la famiglia per motivi di lavoro del padre. Torna anche Suga Mama pronta come sempre a dispensare il suo ruvido affetto, o una carezza gentile a Penny quando ne ha bisogno, che in questa serie rivela il suo vero nome, Charlette Towne, e le sue origini situate in Oklahoma, dove il nonno fondò la città in cui è nata. Tra i nuovi volti ci sono Maya e KG, due ragazzini che non solo devono affrontare le difficoltà di essere i nuovi arrivati, ma quella di avere due papà, una novità assoluta per Smithville.

## Episodi
| Stagione         | Episodi | Pubblicazione |
| ---------------- | ------- | ------------- |
| Prima stagione   | 10      | 2022          |
| Seconda stagione | 10      | 2023          |
| Terza stagione   | 10      | 2025          |

## Personaggi e doppiatori

### Principali
| Personaggio                    | Doppiatore originale   | Doppiatore italiano                          |
| ------------------------------ | ---------------------- | -------------------------------------------- |
| Penny Proud                    | Kyla Pratt             | Ilaria Stagni                                |
| Trudy Parker Proud             | Paula Jai Parker       | Cristiana Lionello                           |
| Oscar Proud                    | Tommy Davidson         | Pasquale Anselmo                             |
| Charlette "Suga Mama" Towne    | Jo Marie Payton        | Paila Pavese (st. 1-2), Cristina Noci (st.3) |
| Dijonay Jones                  | Karen Malina White     | Giorgia Locuratolo                           |
| LaCienega Boulevardez          | Alisa Reyes            | Ilaria Latini                                |
| Zoey                           | Soleil Moon Frye       | Alida Milana                                 |
| Michael                        | EJ Jonhson             | Mirko Cannella                               |
| Maya Leibowitz-Jenkins         | Keke Palmer            | Sara Labidi                                  |
| Francis "KG" Leibowitz-Jenkins | A Boogie wit da Hoodie | Alex Polidori                                |
| Wizard Kelly                   | Aries Spears           | Paolo Marchese                               |
| Nubia Gross                    | Raquel Lee Bolleau     | Domitilla D'Amico                            |
| Bobby Proud                    | Cedric the Entertainer | Guido Di Naccio                              |
| Felix Boulevardez              | Carlos Mencia          | Vladimiro Conti                              |
| Randall Leibowitz-Jenkins      | Billy Porter           | Daniele Raffaeli                             |
| Barry Leibowitz-Jenkins        | Zachary Quinto         | Alessio Cigliano                             |
| Sunset Boulevardez             | Maria Canals Barrera   | Franca D'Amato                               |
| Kareem Abdul-Jabbar Brown      | Asante Blackk          | Flavio Aquilone                              |
| Peabo                          | Cree Summer            | Gaia Bolognesi                               |
| Peabo                          | Cree Summer            | Monica Vulcano                               |

### Apparizioni speciali
| Personaggio      | Doppiatore originale | Doppiatore italiano |
| ---------------- | -------------------- | ------------------- |
| Lizzo            | sé stessa            | Laura Romano        |
| Ms. Gina         | Tina Knowles         |                     |
| Melrose Avanúñez | Eva Longoria         | Alessandra Korompay |
| June Bug         | Lil Nas X            | Federico Di Pofi    |
| Myrtle           | Debbie Allen         |                     |

## Produzione
Nell'agosto 2019, Tommy Davidson ha dichiarato che The Proud Family sarebbe stata ripresa per una terza stagione su Disney+.
Il 27 febbraio 2020, la terza stagione dello show è stata formalmente ordinata per Disney+ con il titolo The Proud Family: Louder and Prouder. Il cast originale riprenderà i loro ruoli (fatta eccezione per Orlando Brown, voce del personaggio di Sticky, che non lo vide coinvolto a causa di diversi guai con la legge nei quali successivamente venne coinvolto l'attore) e Keke Palmer darà la voce a un nuovo personaggio introdotto nella serie chiamato Maya Leibowitz-Jenkins, che è un'attivista di 14 anni. Zachary Quinto e Billy Porter daranno anche la voce ai suoi genitori adottivi, Barry e Randall Leibowitz-Jenkins, ed EJ Johnson sostituirà Phil LaMarr nei panni di Michael Collins. WildBrain ha dichiarato nel luglio 2021 che si sarebbe occupata dell'animazione di servizio per la serie, mentre sarà prodotta da Disney Television Animation; lo studio non è stato coinvolto nella serie originale. I produttori esecutivi della serie, Bruce W. Smith e Ralph Farquhar, hanno affermato che "lo spettacolo non è mai andato davvero via" e lo hanno definito il "momento perfetto per riportare questo spettacolo". Screen Rant ha affermato che il revival abbatterà le barriere attraverso l'inclusione di famiglie multiculturali e personaggi appartenenti alla comunità LGBTQ+.
Il 12 novembre 2021 è stato annunciato che l'uscita della serie era prevista per febbraio 2022. Il 14 gennaio 2022, alla serie è stata assegnata una data di uscita per il 23 febbraio 2022. Eastwood Wong è l'art director della serie, mentre Calvin Brown, Jr. è co-produttore esecutivo e story editor.